# یلاشنیتسا (زایچار)
یلاشنیتسا (به صربی: Jelašnica) یک منطقهٔ مسکونی در صربستان است که در زایچار واقع شده‌است. یلاشنیتسا ۱۵۳ نفر جمعیت دارد.